# Mladikovine
Mladikovine (cyr. Младиковине) – wieś w Bośni i Hercegowinie, w Republice Serbskiej, w gminie Teslić. W 2013 roku liczyła 1435 mieszkańców.